# NGC 1211
NGC 1211 is een balkspiraalstelsel in het sterrenbeeld Walvis. Het hemelobject werd op 27 november 1880 ontdekt door de Franse astronoom Édouard Jean-Marie Stephan.

## Synoniemen
- PGC 11670
- UGC 2545
- MCG 0-8-93
- ZWG 389.81
- IRAS03043-0059